# Ormurin langi

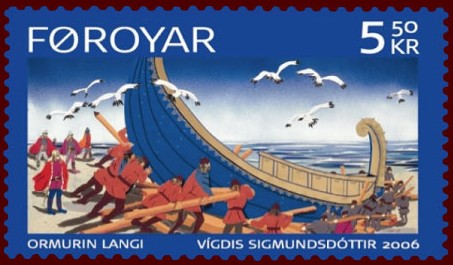
Il varo della nave, raffigurata in un francobollo delle Isole Fær Øer a commemorazione della canzone.

Ormurin Langi (dal faroese "il lungo serpente") è una canzone molto popolare nelle Fær Øer. È stata scritta nel 1830 da Jens Christian Djurhuus.
Questa canzone ha 86 versi e parla del re Olaf I di Norvegia: il titolo Ormurin langi si riferisce infatti all'omonima nave del sovrano scandinavo.

## Storia
Attorno al 1800 ci fu un vero e proprio aumento dell'interesse generale nei confronti delle ballate tradizionali faroesi, dette kvæði, che sopravvivevano nella tradizione popolare ed erano cantate accompagnando una danza. Anche prima del 1800, Jens Christian Svabo aveva registrato qualche ballata, ma tale attività subì un vero e proprio decollo verso quell'anno, e i nomi di Johan Henrik Schrøter, Jóannes í Króki e, in un secondo momento, V. U. Hammershaimb possono essere menzionati al riguardo.
Le antiche ballate erano viste per il loro valore storico, ma contemporaneamente si sviluppò un interesse anche in quelle più recenti, ad esempio con contenuto comico, le táttur, e furono composte nuove ballate nel vecchio stile. Uno dei poeti più significativi fu appunto Jens Christian Djurhuus (1773-1853), che in origine era un semplice agricoltore in Kollafjørður, noto anche per aver composto Púkaljómur ("La ballata del diavolo"), un poema epico basato su una traduzione danese del Paradiso perduto di John Milton.
L'autore prese maggiormente i soggetti per le sue ballate dalle saghe norrene, come ad esempio l'Heimskringla e la saga dei Faroesi, la storia di come gli abitanti delle Isole Fær Øer furono convertiti al Cristianesimo sotto Sigmundur Brestisson, nonostante la resistenza di Tróndur í Gøtu.
Poiché l'autore viveva nel periodo denominato romanticismo, la letteratura nordica era generalmente molto in voga e, per questo motivo, i faroesi abbracciarono immediatamente questo tipo di composizioni. In un resoconto di viaggio scritto nel 1847-48 da V. U. Hammershaimb si trova scritto: 

## Descrizione

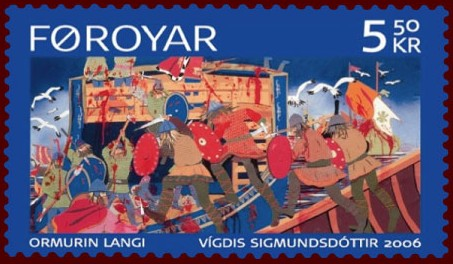
La battaglia, raffigurata in un francobollo delle Isole Fær Øer a commemorazione della canzone.

Ormurin Langi prende spunto dal resoconto descritto nella Heimskringla della famosa Battaglia di Svolder dell'anno 1000, dove i re svedesi e danesi, assieme al norvegese Eiríkr Hákonarson (Il Conte Erik), attaccarono il re norvegese Olaf Trygvason mentre egli stava ritornando in Norvegia assieme alla sua flotta, a bordo della sua nave, il Lungo Serpente.
Attaccarono in turni, e re Olaf respinse l'attacco dei due re nemici, ma venne sconfitto dal suo connazionale Eiríkr Hákonarson.
L'esito della battaglia è noto; quando Olaf si rese conto che la battaglia era ormai persa, si gettò in mare assieme agli uomini della sua flotta che erano sopravvissuti. Non è conosciuto, invece, il luogo dove si scatenò la battaglia, così come si hanno dubbi sul fatto che sia mai esistita un'isola chiamata Svolder.
Nella canzone, l'autore descrive Olaf mentre naviga dal Mar Baltico in direzione dell'Øresund, fra la Danimarca e la Svezia. Qui, infatti, immagina che sia collocata l'isola di Svolder, e qui ambienta la battaglia, che si scatena negli stretti che separano l'isola dalla terraferma.

## La vicenda sui francobolli
Diverse scene descritte nella canzone appaiono su dieci francobolli emessi nel 2006 dalle Postverk Føroya e disegnati dall'artista Vigdis Sigmundsdóttir. Raffigurano la costruzione della nave, o un pranzo in cui re Olaf siede su un trono mentre sta dando udienza a Einarr Þambarskelfir. Un altro mostra la flotta in procinto di imbarcarsi, o ancora il Lungo Serpente e le altre navi avanzare lungo lo stretto, scrutate dai loro avversari, fermi lungo la riva. Sulla prua del Lungo Serpente si vede Ulf il Rosso, l'uomo di vedetta della nave di re Olaf, mentre Einarr e il re sono posizionati sul cassero. Vi sono uomini che durante la battaglia cadono in mare, e la battaglia stessa finisce con la cattura del Lungo Serpente da parte di Eiríkr Hákonarson, e la conseguente conquista del vascello.
Il luogo in cui è stata composta la canzone è sconosciuto.

## Versioni e storia della canzone
La più antica versione è datata al 1819 e fu composta da Jóannes í Króki of Sandur, il quale ne fece una versione anche nel 1823.
Quando Svend Grundtvig e Jørgen Bloch rividero la Føroya kvæði, un'antologia di canzoni popolari faroesi, attorno al 1880, si sapeva dell'esistenza di sei versioni di questa ballata. In seguito ne è emersa pure una dalle mani dello stesso poeta, ma la sua datazione è sconosciuta.
Oggigiorno la ballata porta il titolo di Ormurin Langi ("Il lungo serpente") ma il titolo usato dal poeta stesso era Olaf Trygvasons kvað ("La Ballata di Olaf Trygvason").
È stato grazie ad una versione del 1846 circa che si è scoperto che la canzone portava il titolo dalla nave del re norvegese.
Quando Hammershaimb fece stampare la ballata nella sua opera principale, Færøsk Anthologi ("Antologia faroese") nel 1891, usò il titolo "Ormurin Langi", la stessa denominazione usata nella serializzazione di pochi anni prima (1882) nel giornale Dimmalætting.
Le parole di questa ballata variano leggermente da canzone a canzone, ma quando questa è eseguita oggigiorno, è sempre nella forma conosciuta grazie alla Færøsk Anthologi.
Una versione della canzone, rielaborata in chiave musicale moderna, compare in How Far to Asgaard, il primo album del noto gruppo faroese Týr pubblicato nel gennaio 2002 dalla casa discografica Tutl.